# Andrea Maria Erba
Andrea Maria Erba B (ur. 1 stycznia 1930 w Biassono, zm. 21 maja 2016 w Velletri) – włoski duchowny katolicki, biskup Velletri-Segni 1988-2006.

## Życiorys
Święcenia kapłańskie otrzymał 17 marca 1956.
19 grudnia 1988 papież Jan Paweł II mianował go biskupem diecezjalnym Velletri-Segni. 6 stycznia 1989 z rąk Jana Pawła II przyjął sakrę biskupią. 28 stycznia 2006 ze względu na wiek na ręce papieża Benedykta XVI złożył rezygnację z zajmowanej funkcji.
Zmarł 21 maja 2016.